# 王之麟 (清朝)
王之麟（？—？），號素臣，盛京遼陽州人，清朝官員。漢軍正黃旗籍。

## 生平
監生出身。康熙三十八年（1699年）由福建興泉道調任福建分巡台灣廈門道。四十三年（1704年）任滿後，調湖北督糧道。